# Chez Damier
Chez Damier, de son vrai nom Anthony Pearson, est un DJ et producteur américain de house. Il est connu pour ses collaborations avec Ron Trent, avec qui il a par ailleurs fondé le label Prescription. Il est aussi cofondateur du Music Institute de Détroit.

## Biographie
Né à Chicago et dans la musique depuis l’âge de 11 ans, il commence à acheter des disques dès l'âge de 13 ans. Il déménage à Détroit lorsqu'il entre à l'université où il rencontre Derrick May et Alton Miller. C'est à partir de ce moment qu'il commence à produire et mixer. Chez Damier est probablement l'un des DJ encore en activité qui a assisté, si ce n'est participé, aux plus grand nombre de moments charnières de l'évolution de la house. Il s'associe à Ron Trent pour créer[Quand ?] le label discographique Prescription Records, qui est l'une des références du genre.
Depuis 1989, il compte plusieurs collaborations avec  The Morning Factory, KMS, The Music Institute, The Belleville Three, The Warehouse, The Music Box, autant de noms de labels, lieux et institutions, qu'il a forgés ou traversés.

## Discographie
- 1992 : I Never Knew Love (KMS)
- 1992 : Can You Feel It (KMS)
- 1993 : Sans titre (KMS)
- 1993 : Classic EP avec Ralph Lawson, Stacey Pullen et Santonio Echols (Serious Groove)
- 1994 : Hip to Be Disillusioned avec Ron Trent (Prescription)
- 1995 : Forever Monna avec Stacey Pullen (Balance)
- 1995 : The Foot Therapy EP avec Ron Trent, Joshua et Abacus (Prescription)
- 1995 : The Language avec Ron Trent et The Collective (Prescription)
- 1997 : Close (Balance)
- 2001 : Chuggles Remixes Revisited (Kid Dynamite Inc)
- 2004 :Chez Damier and the Cru Present The Gathering Volume 01 avec Ron Trent et The Urban Cru (Atal)
- 2004 : Spiritual Warfare V.1 (Track Mode)
- 2004 : Your Love (Lifted Me Up) avec Leroy Burgess (Track Mode)
- 2005 : Morning Factory (Dubplate) avec Ron Trent (Prescription)
- 2007 : Chez Damier and The Cru present The Gathering (Atal Music)
- 2008 : In and Out (OM Records)
- 2009 : Why (Mojuba)
- 2009 : Unite Therapy Volume One (Balance Alliance)
- 2009 : Time Visions 1 (Mojuba)
- 2009 : Time Visions 2 (Mojuba)
- 2009 : A Work In Progress avec Priceless One (Yore Records)
- 2010 : Dance or Die Essentials (Balance Essentials France)
- 2010 : The Gathering avec Chris Carrier (Adult Only)